# چلسی گولیکسون
 چلسی گولیکسون (انگلیسی: Chelsey Gullickson؛ زادهٔ ۲۹ اوت ۱۹۹۰) یک تنیس‌باز اهل ایالات متحده آمریکا است. 